# Barrage de Hancağız
Le barrage de Hancağiz est un barrage turc sur la rivière de Nizip, dans la province de Gaziantep. Construit dans le cadre du vaste projet du Sud-est anatolien, il se situe en aval de la ville de Nizip, à une dizaine de kilomètres du confluent de la rivière avec l'Euphrate.

## Sources
- (en) Site de l'agence gouvernementale turque des travaux hydrauliques